# Municipio de Barnes (Iowa)
El municipio de Barnes (en inglés: Barnes Township) es un municipio ubicado en el condado de Buena Vista en el estado estadounidense de Iowa. En el año 2010 tenía una población de 575 habitantes y una densidad poblacional de 6,11 personas por km².

## Geografía
El municipio de Barnes se encuentra ubicado en las coordenadas 42°52′23″N 95°12′55″O / 42.87306, -95.21528. Según la Oficina del Censo de los Estados Unidos, el municipio tiene una superficie total de 94.06 km², de la cual 93,96 km² corresponden a tierra firme y (0,1 %) 0,09 km² es agua.

## Demografía
Según el censo de 2010, había 575 personas residiendo en el municipio de Barnes. La densidad de población era de 6,11 hab./km². De los 575 habitantes, el municipio de Barnes estaba compuesto por el 97,39 % blancos, el 0,35 % eran afroamericanos, el 0,17 % eran asiáticos, el 1,22 % eran de otras razas y el 0,87 % eran de una mezcla de razas. Del total de la población el 4,7 % eran hispanos o latinos de cualquier raza.